# أولومونت
أولومونت (فالدوتين:ألومون) هي كومونا في منطقة وادي أوستا في شمال غرب إيطاليا.

## جغرافيا
باغنيس ، بيوناز ،بورغ سان بيير، دويس ،اتروبلز،اوياس ،فالبلين،هذة البلدات القريبة جغرافيا من بلدة ألومونت.